# Römisch-katholische Kirche (Księży Lasek)
Die Römisch-katholische Kirche in Księży Lasek (deutsch Fürstenwalde) ist ein Bauwerk aus dem frühen 20. Jahrhundert und der Nachfolgebau eines nach Schinkelschen Plänen etwa hundert Jahre früher errichtetes Gotteshauses. Bis 1945 war es die Pfarrkirche des ostpreußischen evangelischen Kirchspiels Fürstenwalde und ist heute Filialkirche der römisch-katholischen Pfarrei Księży Lasek in der polnischen Woiwodschaft Ermland-Masuren.

## Geographische Lage
Księży Lasek liegt im Powiat Szczycieński (Kreis Ortelsburg) in der südlichen Mitte der Woiwodschaft Ermland-Masuren. Durch das Dorf verläuft eine Nebenstraße, die den Ort sowohl mit dem Mittelzentrum Rozogi (Friedrichshof) als auch mit der Stadt Myszyniec verbindet. Der Standort der Kirche befindet sich innerorts westlich der Hauptstraße.

## Kirchengebäude

### Kirche von 1816
Bei der in den Jahren 1815 und 1816 errichteten Kirche in Fürstenwalde handelte es sich um ein schlichtes Holzbauwerk, das inwendig mit Lehm verputzt war. Auch der vorgelegte Turm bestand vollständig aus Holz. Am 11. Februar 1816 wurde das Gotteshaus feierlich eingeweiht. Die Bauskizzen fertigte Karl Friedrich Schinkel an. Sie sind bis heute erhalten.
Der Altar und die Kanzel bildeten ein Ganzes. Die Orgel hatte 13 Register und ein Pedal. Das Geläut der Kirche bestand aus drei Glocken.
Bereits nach 50 Jahren war die Kirche dem Verfall nahe. Bei seinem von der Inneren Mission initiierten Besuch in Masuren stellte der Prediger Friedrich Oldenberg zum Bauzustand fest:„Wenn der Begriff „Knechtsgestalt“ in einem Bau dargestellt werden sollte, keine Darstellung könnte prägnanter sein...Dieser düstere, verfallene Bretterbau, der bei jedem Windstoß wankt und dessen Glocke nicht mehr geläutet werden darf, weil jede Bewegung der Kirche – doch mehr Scheune als Kirche – über den Haufen werfen kann. Die innere Ausstattung, obwohl von der pflegenden Liebe des Geistlichen zeugend, der an dieser Kirche selbst mit den Treuen der Gemeinde eine Art „kirchlicher“ Armenpflege übt, ist in etwas verändertem Stil derselbe, was an jedem masurischen Bauernhaus sich darstellt...von Menschenhilfe, doch hoffentlich nicht von Gotteshilfe verlassen...“
Dennoch hat diese Kirche noch bis 1927 ihren Dienst tun müssen. Dann wurde sie endgültig wegen Baufälligkeit abgerissen.
Es handelte sich bei dem Gotteshaus um die zweite Holzkirche Schinkels im Kirchenkreis Ortelsburg (polnisch Szczytno). Die andere, die in Jablonken (polnisch Jabłonka) stand, musste schon nach noch kürzerer Zeit in der Mitte des 19. Jahrhunderts wegen Baufälligkeit abgerissen werden.

### Kirche von 1931

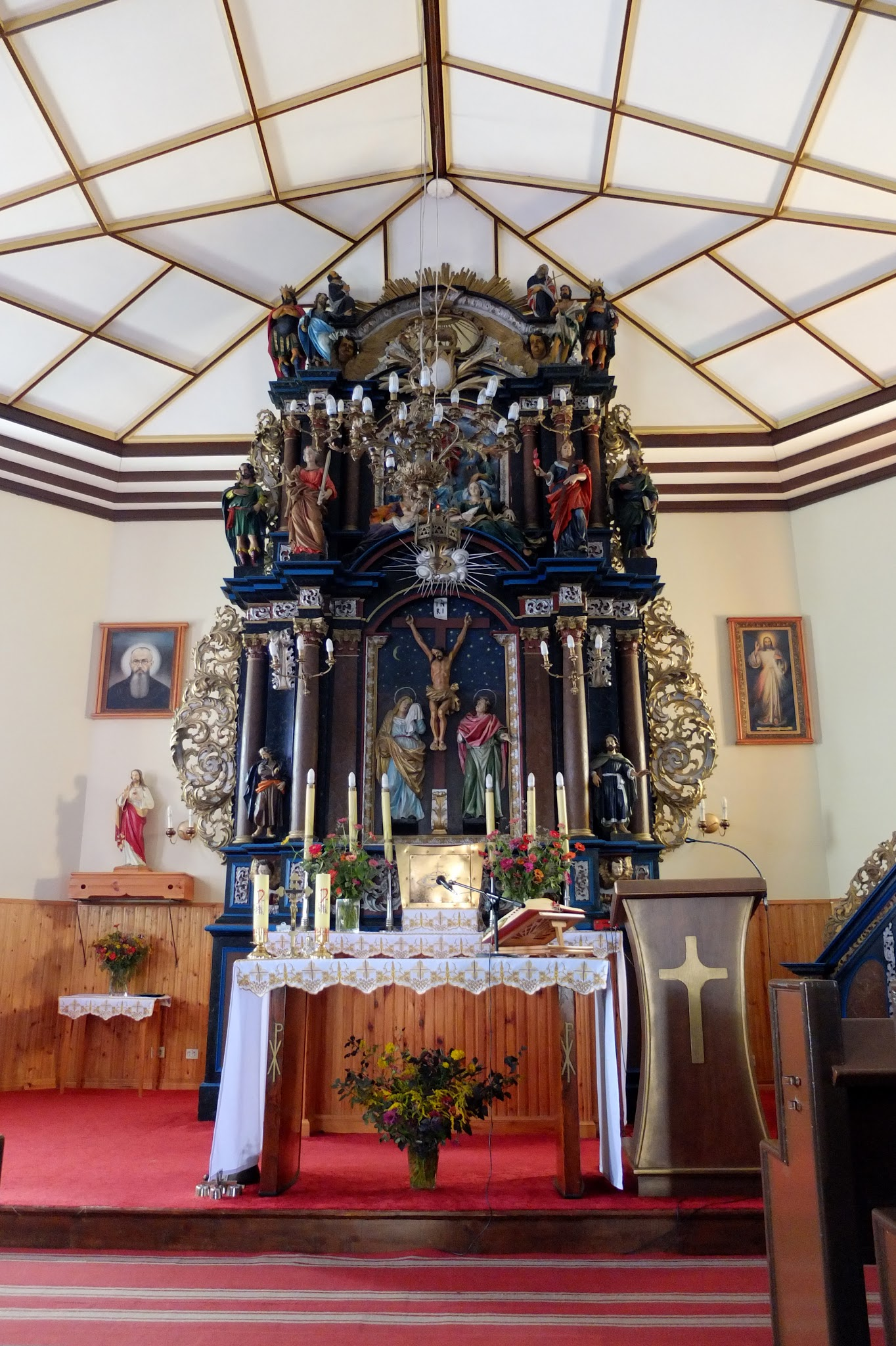
Blick auf den Barockaltar

Während die Gottesdienste ganze vier Jahre in der Fürstenwalder Schule gehalten werden mussten, begann man 1928 mit dem Bau einer neuen Kirche. Es entstand ein massiver Ziegelbau mit einem Dachturm. Der Saalbau mit Holzdecke wurde am 31. Mai 1931, dem Trinitatisfest, feierlich eingeweiht.
In den Innenraum eingesetzt wurde der alte Altar der Kirche Friedrichshof (polnisch Rozogi) aus dem 18. Jahrhundert. Mit seinen wohl von Isaak Riga in Königsberg (Preußen) geschaffenen einzelnen Teilen machten ihn die Friedrichshofer den Fürstenwaldern zu Geschenk. Der Altar musste gekürzt werden, war er doch für die niedrige Raumhöhe des Fürstenwalder Gotteshaus nicht geschaffen. Das Hauptbild des Altars zeigt die Kreuzigung Christi.
Der Altar wurde eng mit der ebenfalls barocken Kanzel verbunden, nachdem beide vorher gründlich restauriert worden waren. Das Geläut der Kirche bestand aus zwei Glocken. Bis 1945 war in der Kirche eine Gedenktafel für die im Krieg 1870/71 verstorbenen Einwohner angebracht.

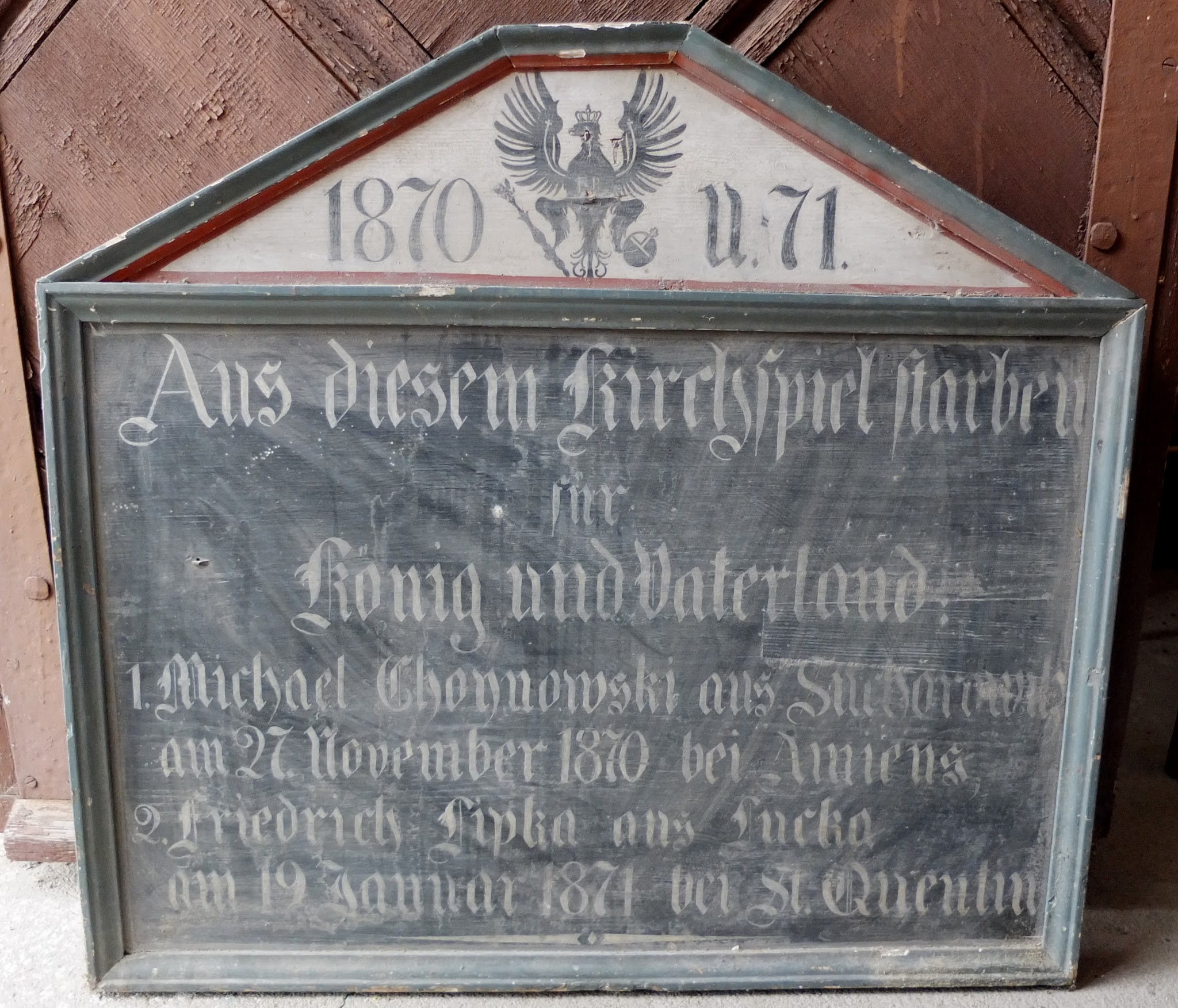
Gedenktafel 1870/71 in der Kirche

Bis 1945 war die Fürstenwalder Kirche ein evangelisches Gotteshaus. Nach dem Zweiten Weltkrieg übernahm die Römisch-katholische Kirche das Gebäude, das heute als Filialkirche der Pfarrei in Lesiny Wielkie (Groß Leschienen) fungiert. Die Innenausstattung wurde dem veränderten liturgischen Gebrauch angepasst.

## Kirchengemeinde

### Evangelisch

#### Kirchengeschichte
Bis 1816 war Fürstenwalde in die Evangelische Kirche Willenberg (Masuren) eingepfarrt. Für das Dorf an der politische n und Konfessionsgrenze zu Polen war schon 1810 eine Kirche geplant, um den hier auftretenden Schwärmern entgegenzuwirken. Sie waren auch in Wawrochen (1938 bis 1945 Deutschheide, polnisch Wawrochy), Lipowitz (1938 bis 1945 Lindenort, polnisch Lipowiec), Liebenberg (polnisch Klon) und Willamowen (1932 bis 1945 Wilhelmshof, polnisch Wilamowo) aktiv, nannten sich „Heilige“ und waren wohl Epigonen der Polnischen Brüder.
Im Jahre 1816 wurde in Fürstenwalde eine evangelische Kirche begründet, die über ein eigenes Gotteshaus und eine eigens eingerichtete Pfarrstelle verfügte. Das Kirchspiel wurde aus den entferntesten Dörfern der Kirchspiele Friedrichshof (Rozogi), Klein Jerutten (Jerutki) und Willenberg (Wielbark) gebildet.
Die Pfarrei Fürstenwalde war bis 1945 in den Superintendenturbezirk Ortelsburg des Kirchenkreises Ortelsburg innerhalb der Kirchenprovinz Ostpreußen der Kirche der Altpreußischen Union zugehörig. Das Kirchenpatronat oblag den staatlichen Stellen. Die Zahl der Gemeindeglieder belief sich 1925 auf 1850.
Flucht und Vertreibung der einheimischen Bevölkerung im Rahmen des Zweiten Weltkrieges setzten der evangelischen Kirche in Fürstenwalde ein Ende. Die heute in Księży Lasek lebenden wenigen evangelischen Einwohner gehören nun zur Kirche in Szczytno (Ortelsburg) in der Diözese Masuren der Evangelisch-Augsburgischen Kirche in Polen.

#### Kirchspielorte
Von 1816 bis 1945 waren – außer dem Pfarrort – zehn Dörfer in das Kirchspiel Fürstenwalde eingepfarrt:
| Deutscher Name    | Geänderter Name 1938 bis 1945 | Polnischer Name |  | Deutscher Name | Geänderter Name (1938 bis 1945) | Polnischer Name |
| ----------------- | ----------------------------- | --------------- |  | -------------- | ------------------------------- | --------------- |
| *Groß Leschienen  |                               | Lesiny Wielkie  |  | Neu Suchoroß   | Auerswalde                      | Nowy Suchoros   |
| *(Groß) Radzienen | Hügelwalde                    | Zieleniec       |  | Radostowen     | (seit 1936:) Rehbruch           | Radostowo       |
| Klein Leschienen  |                               | Lesiny Małe     |  | *Suchorowitz   | Deutschwalde                    | Suchorowiec     |
| *Lucka            | Luckau (Ostpr.)               | Łuka            |  | *Wujaken       | (seit 1934:) Ohmswalde          | Wujaki          |
| Luckabude         | Luckau (Försterei)            | Łuckie Budy     |  | *Zielonygrund  | (seit 1933:) Schützengrund      | Orzeszki        |

#### Pfarrer
Von 1815 bis 1945 amtierten an der Kirche Fürstenwalde als evangelische Geistliche die Pfarrer:
- Bernhard Brachvogel, 1815–1821
- Friedrich Wilhelm Wilimzig, 1821–1827
- Friedrich Ludwig Riemer, 1828–1841
- Heinrich Suminski, 1841–1863
- Gustav Samuel Zacharias, 1863–1873
- Adolf Benjamin Dziembowski, 1874–1884
- August Rudolf Skrodzki, 1884–1892
- Ernst Eduard Jacobi, 1892–1900
- Heinrich Adolf Bachor, 1909–1912
- Walter Kaminski, 1920–1922
- Rudolf Mantze, 1923–1929
- Ernst Sczepan, 1931–1933
- Ewald Weidekamm, 1933–1934
- Oskar Stentzel, 1936–1945

#### Friedhof

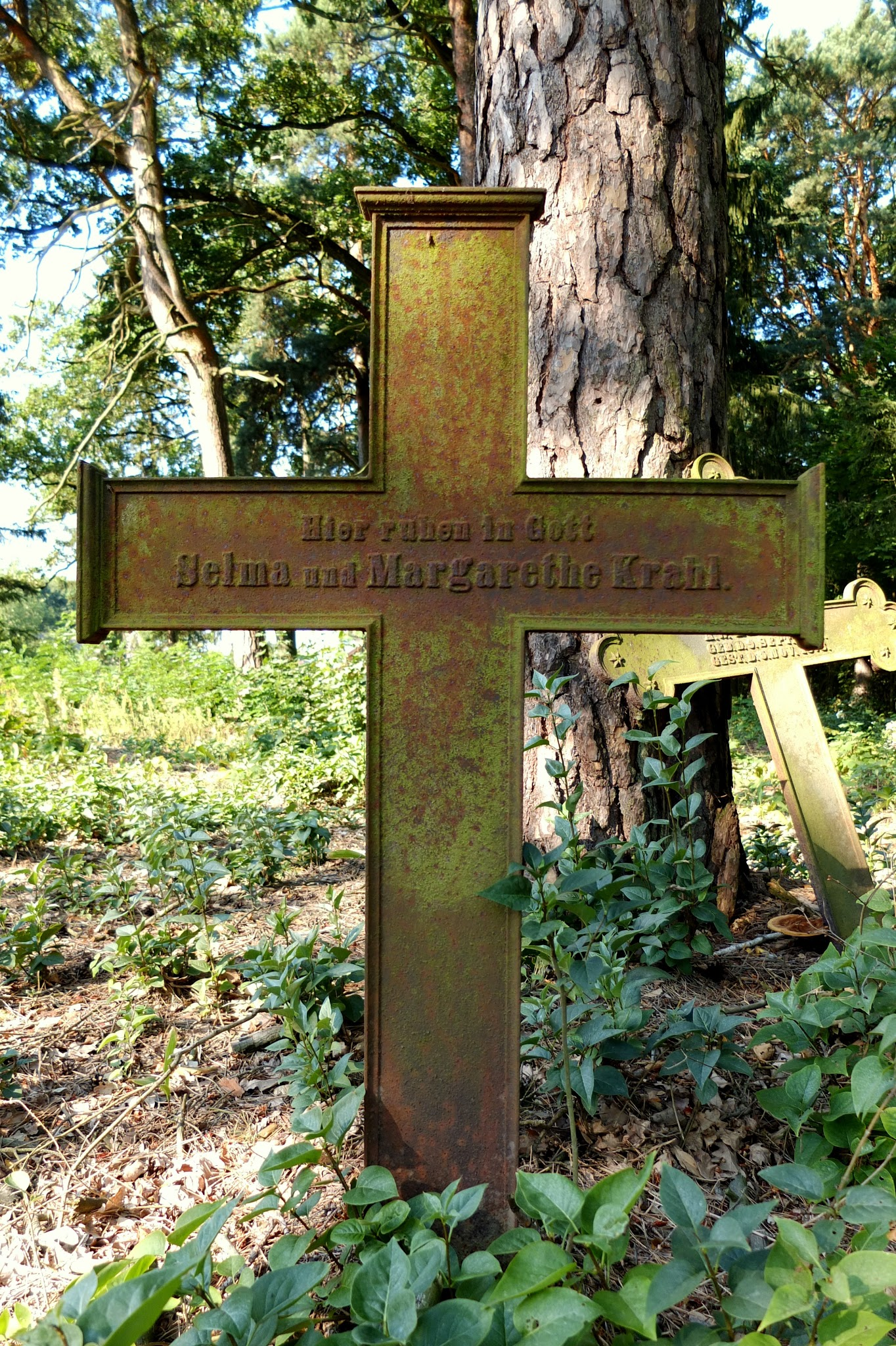
Kreuz auf dem alten evangelischen Friedhof in Księży Lasek

An der Straße nach Klon bzw. Myszyniec befindet sich noch immer der frühere evangelische Fürstenwalder Friedhof. Sein Erscheinungsbild prägen mehrere gusseiserne Grabkreuze. In seinem nordöstlichen Teil findet sich eine Abteilung, in der fünf deutsche und zehn russische Soldaten beigesetzt wurden.
Insgesamt macht der Friedhof einen verwahrlosten Eindruck.

### Römisch-katholisch
Bis 1945 war die katholische Bevölkerung Fürstenwaldes in die Pfarrgemeinde in Groß Leschienen (polnisch Lesiny Wielkie) eingegliedert. Sie gehörte zum weitflächigen Dekanat Masuren I mit Sitz in Angerburg (polnisch Węgorzewo) im Bistum Ermland.
Nach Kriegsende und der Flucht und Vertreibung der einheimischen – meistenteils evangelischen – Bevölkerung siedelten sich in Księży Lasek zahlreiche Neubürger an, die fast ausnahmslos katholischer Konfession waren. Es bildete sich bald eine katholische Gemeinde, die das bisher evangelische Gotteshaus als ihre Kirche reklamierte. Die Gemeinde in Księży Lasek ist jetzt eine Filialgemeinde der Pfarrei Lesiny Wielkie des Dekanats Rozogi im Erzbistum Ermland.